# Kommunalvalen i Sverige 1938
Kommunalvalet i Sverige 1938 genomfördes under hösten 1938. Vid detta val valdes kommunalfullmäktige och stadsfullmäktige för mandatperioden 1939–1942 i 1 786 av 2 524 kommuner. Valet påverkade också på sikt första kammarens sammansättning. Stadsfullmäktigevalen ägde rum samtidigt som landstingsvalen, vilket var den 18 september. Detsamma gällde 1 458 val till kommunfullmäktige, medan valet ägde rum någon annan dag i 212 kommuner.
För att kommunfullmäktige skulle vara obligatoriskt behövde kommunen ifråga ett invånarantal högre än 700. Denna siffra överskred 1 617 kommuner, medan 53 valde att ha fullmäktige ändå. I Skaraborgs län och Gotlands län hade mindre än hälften av kommunerna fullmäktige. Utöver detta ägde 116 stadsfullmäktigeval och 167 municipalfullmäktigeval rum. De sistnämnda räknas dock inte med som "riktiga" kommunalval.

## Valda fullmäktige
Notera att mandatfördelningen kan vara missvisande, då 11 339 av de valda fullmäktigen var av okänd partitillhörighet vid kommunalvalet 1938.
| Parti  | Parti                        | Mandat         |
| ------ | ---------------------------- | -------------- |
|        | Socialdemokraterna           | 15 067         |
|        | Bondeförbundet               | 4 665          |
|        | Högerns riksorganisation     | 3 713          |
|        | Folkpartiet                  | 2 842          |
|        | Sveriges kommunistiska parti | 753            |
|        | Socialistiska partiet        | 379            |
|        | Nationalsocialister          | 19             |
|        | Övriga partier               | 86             |
| Totalt | Totalt                       | 27 524 +11 339 |

## Stadsfullmäktigevalen
| Stadsfullmäktigevalen | Stadsfullmäktigevalen        | Stadsfullmäktigevalen | Stadsfullmäktigevalen | Stadsfullmäktigevalen | Stadsfullmäktigevalen | Stadsfullmäktigevalen |
| Parti                 | Parti                        | Röster                | Röster                | Röster                | Mandatfördelning      | Mandatfördelning      |
| Parti                 | Parti                        | Antal                 | %                     | +− %                  | Antal                 | +−                    |
| --------------------- | ---------------------------- | --------------------- | --------------------- | --------------------- | --------------------- | --------------------- |
|                       | Socialdemokraterna           | 543 275               | 54,0                  | +8,1                  | 1 981                 | +335                  |
|                       | Högerns riksorganisation     | 230 300               | 22,9                  | -7,5                  | 912                   | -259                  |
|                       | Folkpartiet                  | 128 289               | 12,8                  | +0,3                  | 476                   | +7                    |
|                       | Sveriges kommunistiska parti | 50 977                | 5,1                   | +1,4                  | 101                   | +31                   |
|                       | Socialistiska partiet        | 22 313                | 2,2                   | -2,9                  | 33                    | -61                   |
|                       | Nationalsocialister          | 12 321                | 1,2                   | -0,6                  | 2                     | -6                    |
|                       | Sveriges nationella förbund  | 7 936                 | 0,8                   | -1,0                  | 19                    | +19                   |
|                       | Bondeförbundet               | 2 146                 | 0,2                   | +0,2                  | 17                    | +-0                   |
|                       | Övriga partier               | 8 040                 | 0,8                   | —                     | 47                    | —                     |
| Antal giltiga röster  | Antal giltiga röster         | 1 005 597             | 100                   |                       | 3 588                 | +87                   |
| Ogiltiga röster       | Ogiltiga röster              | 3 629                 |                       |                       |                       |                       |
| Totalt                | Totalt                       | 1 009 226 (67,7%)     |                       |                       |                       |                       |

Flera städer ingick inte i något av landstingen på grund av sin storlek. Vid valet 1938 var dessa sex stycken av totalt 116 städer i landet; Stockholm, Göteborg, Malmö, Norrköping, Helsingborg och Gävle. Denna särställning gjorde att städerna jämte landstingen fick delta i förstakammarvalen, där de valda stadsfullmäktigen agerade valmän. Ibland jämställs därför dessa stadsfullmäktigeval med landstingsval. Valdeltagandet var högst i Landskrona stad (79,9%) och lägst i Marstrands stad (49,3%).
| Stockholm            | Stockholm                    | Stockholm       | Stockholm | Stockholm | Stockholm |
| Parti                | Parti                        | Röster          | Röster    | Mandat    | Mandat    |
| Parti                | Parti                        | Antal           | %         | Antal     | +−        |
| -------------------- | ---------------------------- | --------------- | --------- | --------- | --------- |
|                      | Socialdemokraterna           | 141 364         | 51,0      | 55        | +10       |
|                      | Högerns riksorganisation     | 65 582          | 23,7      | 29        | -7        |
|                      | Folkpartiet                  | 39 387          | 14,2      | 14        | +-0       |
|                      | Sveriges kommunistiska parti | 12 552          | 4,5       | 3         | +2        |
|                      | Socialistiska partiet        | 11 390          | 4,1       | 2         | -5        |
|                      | Övriga partier               | 6 956           | 2,5       | 0         | —         |
| Antal giltiga röster | Antal giltiga röster         | 277 231         | 100       | 100       | +-0       |
| Ogiltiga röster      | Ogiltiga röster              | 1 692           |           |           |           |
| Totalt               | Totalt                       | 278 923 (70,0%) |           |           |           |

| Göteborg             | Göteborg                     | Göteborg        | Göteborg | Göteborg | Göteborg |
| Parti                | Parti                        | Röster          | Röster   | Mandat   | Mandat   |
| Parti                | Parti                        | Antal           | %        | Antal    | +−       |
| -------------------- | ---------------------------- | --------------- | -------- | -------- | -------- |
|                      | Socialdemokraterna           | 56 644          | 48,0     | 30       | +3       |
|                      | Högerns riksorganisation     | 24 078          | 20,4     | 14       | -2       |
|                      | Sveriges kommunistiska parti | 17 288          | 14,7     | 8        | +3       |
|                      | Folkpartiet                  | 15 255          | 12,9     | 8        | +-0      |
|                      | Övriga partier               | 4 704           | 4,0      | 0        | —        |
| Antal giltiga röster | Antal giltiga röster         | 117 969         | 100      | 60       | +-0      |
| Ogiltiga röster      | Ogiltiga röster              | 154             |          |          |          |
| Totalt               | Totalt                       | 118 123 (67,9%) |          |          |          |

| Malmö                | Malmö                    | Malmö          | Malmö  | Malmö  | Malmö  |
| Parti                | Parti                    | Röster         | Röster | Mandat | Mandat |
| Parti                | Parti                    | Antal          | %      | Antal  | +−     |
| -------------------- | ------------------------ | -------------- | ------ | ------ | ------ |
|                      | Socialdemokraterna       | 46 360         | 66,4   | 38     | +1     |
|                      | Högerns riksorganisation | 15 738         | 22,5   | 13     | +-0    |
|                      | Folkpartiet              | 4 847          | 6,9    | 3      | -1     |
|                      | Övriga partier           | 2 906          | 4,2    | 0      | —      |
| Antal giltiga röster | Antal giltiga röster     | 69 851         | 100    | 54     | +-0    |
| Ogiltiga röster      | Ogiltiga röster          | 150            |        |        |        |
| Totalt               | Totalt                   | 70 001 (71,0%) |        |        |        |

| Norrköping           | Norrköping               | Norrköping     | Norrköping | Norrköping | Norrköping |
| Parti                | Parti                    | Röster         | Röster     | Mandat     | Mandat     |
| Parti                | Parti                    | Antal          | %          | Antal      | +−         |
| -------------------- | ------------------------ | -------------- | ---------- | ---------- | ---------- |
|                      | Socialdemokraterna       | 18 797         | 61,7       | 41         | +4         |
|                      | Högerns riksorganisation | 7 962          | 26,1       | 16         | -4         |
|                      | Folkpartiet              | 1 482          | 4,9        | 3          | +-0        |
|                      | Övriga partier           | 2 227          | 7,3        | 0          | —          |
| Antal giltiga röster | Antal giltiga röster     | 30 468         | 100        | 60         | +-0        |
| Ogiltiga röster      | Ogiltiga röster          | 34             |            |            |            |
| Totalt               | Totalt                   | 30 502 (67,9%) |            |            |            |

| Helsingborg          | Helsingborg              | Helsingborg    | Helsingborg | Helsingborg | Helsingborg |
| Parti                | Parti                    | Röster         | Röster      | Mandat      | Mandat      |
| Parti                | Parti                    | Antal          | %           | Antal       | +−          |
| -------------------- | ------------------------ | -------------- | ----------- | ----------- | ----------- |
|                      | Socialdemokraterna       | 16 911         | 62,5        | 36          | +5          |
|                      | Högerns riksorganisation | 5 410          | 20,0        | 10          | -3          |
|                      | Medborgarförbundet       | 3 060          | 11,3        | 4           | -1          |
|                      | Folkpartiet              | 1 259          | 4,7         | 1           | -1          |
|                      | Övriga partier           | 402            | 1,5         | 0           | —           |
| Antal giltiga röster | Antal giltiga röster     | 27 042         | 100         | 51          | +-0         |
| Ogiltiga röster      | Ogiltiga röster          | 87             |             |             |             |
| Totalt               | Totalt                   | 27 129 (69,7%) |             |             |             |

| Gävle                | Gävle                    | Gävle          | Gävle  | Gävle  | Gävle  |
| Parti                | Parti                    | Röster         | Röster | Mandat | Mandat |
| Parti                | Parti                    | Antal          | %      | Antal  | +−     |
| -------------------- | ------------------------ | -------------- | ------ | ------ | ------ |
|                      | Socialdemokraterna       | 8 828          | 60,3   | 29     | +4     |
|                      | Folkpartiet              | 2 407          | 16,4   | 7      | +2     |
|                      | Högerns riksorganisation | 2 392          | 16,3   | 8      | -5     |
|                      | Socialistiska partiet    | 723            | 4,9    | 1      | -1     |
|                      | Övriga partier           | 297            | 2,0    | 0      | —      |
| Antal giltiga röster | Antal giltiga röster     | 14 647         | 100    | 45     | +-0    |
| Ogiltiga röster      | Ogiltiga röster          | 21             |        |        |        |
| Totalt               | Totalt                   | 14 668 (56,5%) |        |        |        |